# Ochrim Krawtschenko

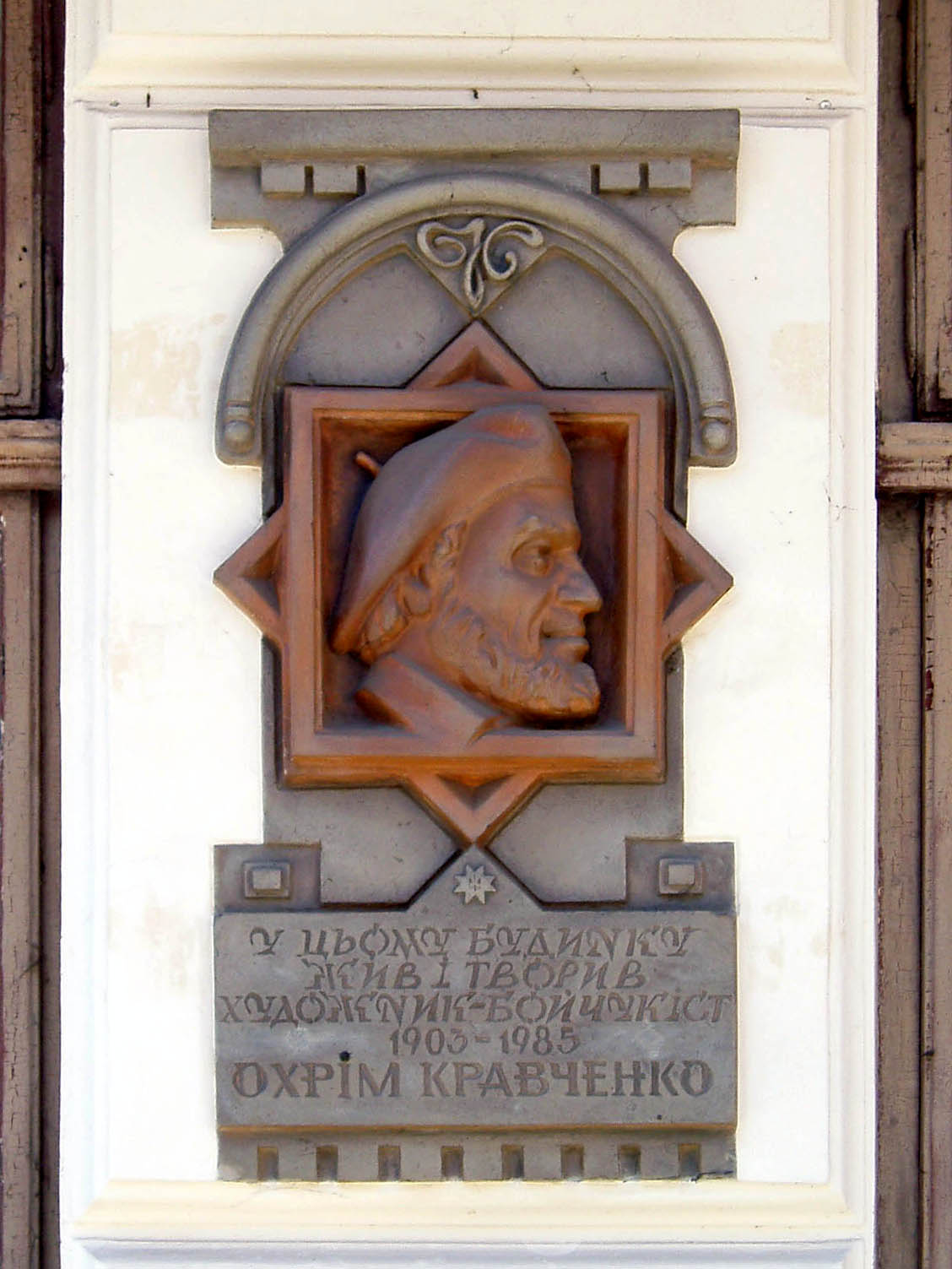
Gedenktafel für Ochrim Krawtschenko in Lyssenko-Straße in Lwiw

Ochrim Sewastjanowytsch Krawtschenko (ukrainisch Охрім Севастьянович Кравченко; * 10. Februar 1903 in Kyschtschenzi (heute Rajon Uman, Oblast Tscherkassy); † 31. Oktober 1985 Lwiw) war ein ukrainischer Maler und Grafiker, Vertreter des Boychukismus.

## Leben und Wirken

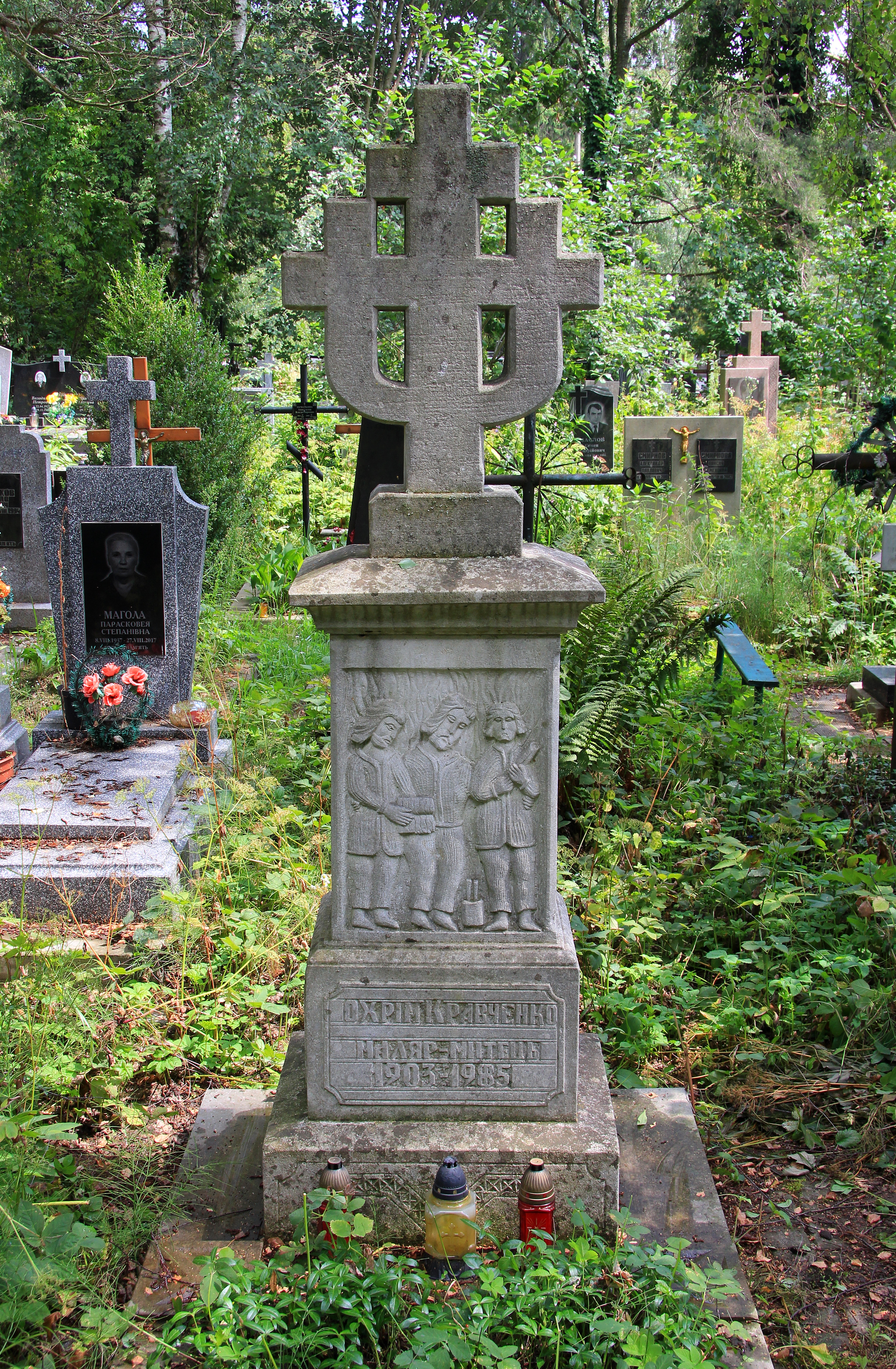
Der Grabstein von Ochrim Krawtschenko

Ochrim Krawtschenko wurde am 10. Februar 1903 als jüngstes Kind in der Bauernfamilie von Sewastjan Krawtschenko im Dorf Kyschtschenzi geboren. Im Alter von 16 Jahren trat Krawtschenko, seinem älteren Bruder folgend, den Sitscher Schützen bei, um für die Unabhängigkeit der Ukraine zu kämpfen. Dort erkrankte er an Typhus. Krawtschenko  besuchte das  Arbeiter- und Bauernkunststudio in Bila Zerkwa, studierte anschließend am Technikum für Kunst und Industrie bei Kostjantyn Jelewa und Sofija Nalepynska-Bojtschuk und begann 1924 sein Kunststudium am Kiewer Kunst Institut unter der Leitung von Mychajlo Bojtschuk.
Nach seinem Abschluss wurde Krawtschenko 1930 wegen „antisowjetischer Tätigkeit“ verhaftet und zunächst ins Lukjaniwska-Gefängnis gebracht, später nach Kotlas verbannt. Als er 1933 zurückkehrte, erlebte er die Folgen des Holodomor, bei dem sein Vater an Hunger starb. 1935 wurde er zum zweiten Mal verhaftet und in den Ural verbannt. 1939 erhielt er die Erlaubnis, zunächst in Stalino und später in Krywyj Rih zu leben.
Während des Zweiten Weltkriegs arbeitete er mit dem Untergrund der Organisation Ukrainischer Nationalisten (OUN) zusammen. 1941 illustrierte er die Krywyj-Rih-Zeitung Dzwin, die Gedichtsammlung Kobsa von Mychajlo Prontschenko sowie den Roman Unter Korsun von Adrian Kaschtschenko. 1942 entwarf er ein Denkmal zu Ehren des Sieges der Kosaken bei Schowti Wody. Als im selben Jahr Verhaftungen und Erschießungen von OUN-Mitgliedern begannen, floh er zu Fuß nach Kiew, wo ihm der Architekt Petro Kostyrko Arbeit vermittelte. Von 1942 bis 1943 war er in der Werkstatt für monumentale Kirchenmalerei am Kiewer Kunstinstitut tätig. Nach dem Krieg arbeitete er im Zentralhaus der Volkskunst.
Um möglichen Verfolgungen und Repressionen nach dem Krieg zu entgehen, zog Ochrym Krawtschenko nach Lwiw. Ab 1946 arbeitete er zunächst im Regionalhaus für Volkskunst und Kulturarbeit (heute das Les-Kurbas-Theater) und später als Dozent für am Institut für angewandte und dekorative Kunst in Lwiw. Da er den Kunstprinzipien des Boychukismus treu geblieben ist, wurde er von den Anhängern des sozialistischen Realismus des „Formalismus“ beschuldigt und 1948 aus dem Lehramt entlassen. Von 1949 bis 1956 war er am Ukrainischen Polygraphischen Institut Iwan Fedorow tätig und später an der Berufsschule Nr. 2 (heute Stauropigische Höhere Berufsschule) in Lwiw. Zwischen 1950 und 1959 fertigte er Kirchenmalereien in Solotschiw, Obroschyno, Sychiw, Sokoliwka und Jaworiw an. Von 1960 bis 1963 arbeitete er als Designer im Konstruktionsbüro des Lwiwer Fernsehapparatenwerks Elektron.
Krawtschenko hielt engen Kontakt zu den Bojtschukisten, die die sowjetischen Repressionen überlebt hatten, wie Antonina Iwanowa, Oksana Pawlenko und Serhij Kolos. Er war auch Teil der Sechziger-Bewegung. Sein Atelier in der Lyssenko-Straße 26 wurde zu einem Treffpunkt für Gleichgesinnte – darunter Iwan Dsjuba, Alla Horska, Ljudmyla Semykina, Les Tanjuk, Mykola Cholodnyj, Ljubow Pantschenko und Halyna Sewruk.
Der Künstler arbeitete in der Eitempera-Technik, die er von Mychajlo Bojtschuk erlernte. Vor jedem Malen mischte er die Pigmente selbst und verzichtete auf Fabrikfarben.  
Ochrim Krawtschenko verstarb am 31. Oktober 1985 in Lwiw und wurde auf dem Holoskiwski-Friedhof (Feld Nr. 10) beigesetzt.

## Werke (Auswahl)
- Хата мого дитинства // Das Haus meiner Kindheit (1922)
- Копання картоплі // Kartoffelernte (1930)
- Мати // Mutter (1940)
- Автопортрет із люлькою // Selbstporträt mit Pfeife (1947)
- Богдан Хмельницький // Bohdan Chmelnyzkyj (1955)
- Мені тринадцятий минало // Ich war gerade dreizehn (1958)
- Вівчар // Der Schäfer (1960)
- На будові // Auf der Baustelle (1963)
- Косар // Der Sensenmann (1964)
- На панщині // Auf der Leibeigenschaft (1965)
- Козак Мамай // Kosak Mamaj (1965)
- Українська пісня // Ukrainisches Lied (1966)
- Музики // Musiker (1967)
- Дівчина з голубом // Mädchen mit einer Taube (1968)
- Музики // Musiker (1969)
- Лісоруби. В обідню пору // Holzfäller. Zur Mittagszeit (1970)
- Василь Стефаник // Wassyl Stefanyk (1971)
- Голод в Україні. Скорбота // Hunger in der Ukraine. Trauer (1972)[7]
- Автопортрет // Selbstporträt (1972)
- М. Бойчук //  Mychajlo Boitschuk (1973)
- Мати (У задумі) // Mutter (Nachdenklich) (1978)
- Подруги // Freundinnen (1980)
- У неділю рано зілля копала.. // Am Sonntagmorgen sammelte sie Kräuter.. (1982)
- Мати з дитям // Mutter mit Kind (1982)